# 드미트리 지르노프
드미트리 알렉산드로비치 지르노프(러시아어: Дми́трий Алекса́ндрович Жирно́в , 1977년 6월 1일 ~)는 현재 아프가니스탄 주재 러시아 대사로 재직하고 있는 러시아의 공무원이다. 러시아 외무부 산하 국립 모스크바 국제 관계 대학교를 졸업했으며, 영어와 중국어에 능통하다. 
2016년부터 2019년까지 미국 주재 러시아 연방 대사관 차관 보좌관을 지냈다. 2020년 4월에는 블라디미르 푸틴 대통령령으로 아프가니스탄 주재 러시아 연방 대사에 임명되었다.